# Џон Чивер
Џон Вилијам Чивер (John William Cheever, 1912–1982), амерички писац, романсијер и аутор бројних кратких прича, називан често „Чеховом америчких предграђа“ јер је описао малограђанску америчку породицу у златно доба „америчког сна“ и „америчког начина живота“ четрдесетих и педесетих година 20. века.

## Биографија
Џон Чивер је рођен у имућној породици трговца ципела и одрастао у отменом предграђу Квинсија у Масачусетсу, испуњен илузијама о срећном животу. Убрзо су се друштвене прилике у земљи промениле, избила је „велика депресија“ 1930-их година у САД, његов отац је банкротирао и пропио се, тако да се породица морала издржавати од мале продавнице играчака и поклона коју је отворила Џонова мајка. Ускоро је, у својој седамнаестој години, младић избачен из школе због пушења и слабих оцена. Овај догађај имао је за последицу прву Чиверову причу Expelled (Избачен), објављену 1930. у часопису „The New Republic“.

Са старијим братом Фредериком путује по Европи и по повратку настањује се у Бостону, а затим у Њујорку. Живео је од братовљеве помоћи док није почео да пише сценарија за телевизију и сажетке књига за компанију „Metro Goldwyn Mayer“. Регрутован је 1942. и до краја Другог светског рата 1945. провео у америчкој војсци. Оженио се Мери Винтерниц, с којом је имао троје деце (од којих су Сузан и Бенџамин такође писци).

Добија Гугенхајмову стипендију за писце 1951, која му доноси финансијску сигурност и могућност да се посвети само писању. Године 1961, купује кућу у Осинингу, у држави Њујорк, где ће са породицом живети до смрти. Појављује се 1964. године на насловној страни часописа „Time“, који га назива „Овидијем из Осининга“, и продаје права за филм своја два романа о Вапшотовима редитељу Алану Пакули. У програму размене писаца путује исте године у Русију, посећује Чеховљев спомен-дом и остаје до краја живота поклоник Русије, Совјетског Савеза и руске књижевности. У децембру Чивер заједно са Норманом Мајлером и Ралфом Елисоном путује у Чикаго на конференцију коју организује „Modern Language Assotiation“ и отворено исмева сензационализам савремених америчких писаца који тематизују секс и насиље, а посебно Мајлеров роман An American Dream (Амерички сан).

Од 1966. почиње да посећује психијатра због све већих проблема са алкохолом и хомосексуалним склоностима. Неколико година касније започиње дугогодишњу везу са глумицом Хоуп Ланг. Као делегат на међународној конференцији ПЕН-а путује 1971. године у Јужну Кореју, а годину дана касније отпочиње курс писања у озлоглашеном затвору Синг Сингу. Путује и у СССР на јубилеј Достојевског, али у пратњи најмлађег сина јер није у стању да се одупре пићу. Од 1972. успева да објави једну причу годишње.

У мају 1973. дијагностикују му дилатативну кардиомиопатију, срчано обољење као последицу прекомерног конзумирања алкохола, и потом све чешће запада у делиријум тременс, умишљајући да се налази у совјетском затвору. После двомесечног болничког третмана 1973. зариче се да више неће пити, али задату реч прекршиће већ августа исте године.

Његов брак све чешће долази у кризу због љубавних афера и пића, и он прихвата професуру на Бостонском универзитету 1974–1975 („што је пристојан начин“, како ће приметити, „да се ствари окончају“). Ни за то време се не трезни, даје отказ и враћа се у Осининг практично у бесвесном стању, захваљујући помоћи свог брата, бившег алкохоличара. У Њујорку га у априлу 1975. супруга одвози у Центар за лечење зависности од алкохола. По напуштању Центра два месеца касније више никада неће окусити алкохол. Године 1977, као предавач на Универзитету Јута срешће студента Макса Цимера који ће до Чиверове смрти бити његов сапутник, секретар и последњи љубавник. Наредних неколико година добиће најпрестижнија признања за своје књижевно дело.

Рак на десном бубрегу откривен му је 1981. Умро је у свом дому у Осинингу и сахрањен крај родитеља у Норвелу, у Масачусетсу.

## Дело
Почео је да шаље приче у часопис „The New Yorker“, где је до краја живота објавио укупно 121 причу.

Своју прву збирку кратких прича The Way Some People Live (Како неки људи живе) објавио је 1943. Иако је се касније одрекао, ова збирка већ својим насловом открива главну тему Чиверовог целокупног каснијег стваралаштва. Већ следећа збирка, „The Enormous Radio“ (Грозни радио) из 1953, наишла је на озбиљно признање критике и знатан одзив читалаца. У овој збирци ликови су добри људи који започињу живот са осећањем благостања и реда, али касније ред и благостање нестају да се више никада не обнове. Насловна прича слика млад брачни пар који жели да се једног дана пресели из свог апартмана у Њујорку у престижни Вестчестер. Осећање уходане свакодневице нестаће оног часа кад купе радио који има фантастичну способност да емитује делове живота њихових суседа. Радио региструје звуке туђих телефона, збивања у суседовој спаваћој соби, свађе, подвале и друге поражавајуће примере људске неслоге и искварености у њиховој непосредној околини. Завиривање иза нечијих затворених врата разориће осећање овог младог пара о хармонији која влада у спољном свету.

Сол Белоу, кога је упознао 1952. године, подстиче га да пише и постаје његов најбољи пријатељ и поштовалац. Прича „The Five-Forty-Eight“ (Воз у пет и четрдесет осам) осваја награду „Бенџамин Франклин“ 1955, потом писац са породицом одлази на пропутовање по Италији. Прича The Country Husband (Муж) осваја 1956. године О. Хенријеву награду. Његова мајка исте године, после болести и проблема са дијабетесом, купује сандук вискија и током неколико недеља опија се до смрти. Чивера бирају за члана Националне академију наука и уметности 1957, а за први роман, The Wapshot Chronicle (Хроника Вапшотових), 1958. добија Националну награду за књижевност. Исте године објављује збирку The Housebreaker of Shady Hill (Провалник из Шејди Хила).
Године 1964, објављује збирку Some People, Places, and Things That Will Not Appear in My Next Novel (Неки људи, места и ствари који се неће наћи у мом следећем роману). Роман The Wapshot Scandal (Скандал са Вапшотовима) објављује 1964. и добија дотад најбоље критике, а затим и причу The Swimmer (Пливач), коју ће две године касније екранизовати Сидни Ламет са Бертом Ланкастером у главној улози.

За време боравка у Русији 1964. излази му пета збирка прича The Brigadier and the Golf Widow (Бригадир и бела удовица). У септембру 1965. објављује причу The Geometry of Love (Геометрија љубави), готово надреалну повест о инжењеру који примењује Еуклидове теореме на свој брачни живот и на крају умире због женине окрутности и небриге. Објављује роман Bullet Park 1969. и још једном настоји да разобличи представу о „америчком сну“: тоном бајке испреда мрачну причу о породици Неилових, чија се судбина одједном нађе у рукама суседа, на први поглед ексцентричног, а заправо психотичног верника, који у свом лудилу жели да жртвује дечака из суседства, али најзад завршава у психијатријској установи.

Окончава причу The Jewels of the Cabots (Драгуљи Каботових) 1972, коју уредништво часописа „The New Yorker“ одбија са образложењем да се у њој очитује утицај зависности од алкохола, али прича излази у мајском издању часописа „Playboy“. Његова шеста збирка The World of Apples (Свет јабука) излази из штампе 1973, а критика се о њој изражава у суперлативима. Његов најпознатији роман, Falconer (Затвор „Фалконер“), 1977. задржаће се три недеље на првом месту листе бестселера „Њујорк тајмса“.

За збирку сабраних и необјављених прича The Stories of John Cheever (Приче Џона Чивера) добиће 1978. године Пулицерову награду, а збирка ће бити једна од најпродаванијих колекција у историји америчке књижевности. „Било би бесмислено и бестидно оцењивати ову или ону причу у овој збирци која је не само издавачки подухват године, него велики догађај у енглеској књижевности уопште“, оцениће збирку критичар Џон Леонард у „Њујорк тајмсу“.

Последњи роман, заправо већа новела Oh What a Paradise It Seems (Ово стварни личи на рај), објављена је у марту 1982, само неколико месеци пре смрти. Новела је награђена Националном медаљом за књижевност.

У готово свим причама Џона Чивера огледа се лице и наличје просечне америчке породице „више средње класе“ са средине 20. века. Расцеп између стварности и унутрашњег живота његових ликова из ушушканих америчких предграђа доводи Чиверове јунаке до нервних сломова, отварања срца и спознаје изгубљености у свету изобиља без наде, само споља удобном и сигурном.